# Dominic Egli

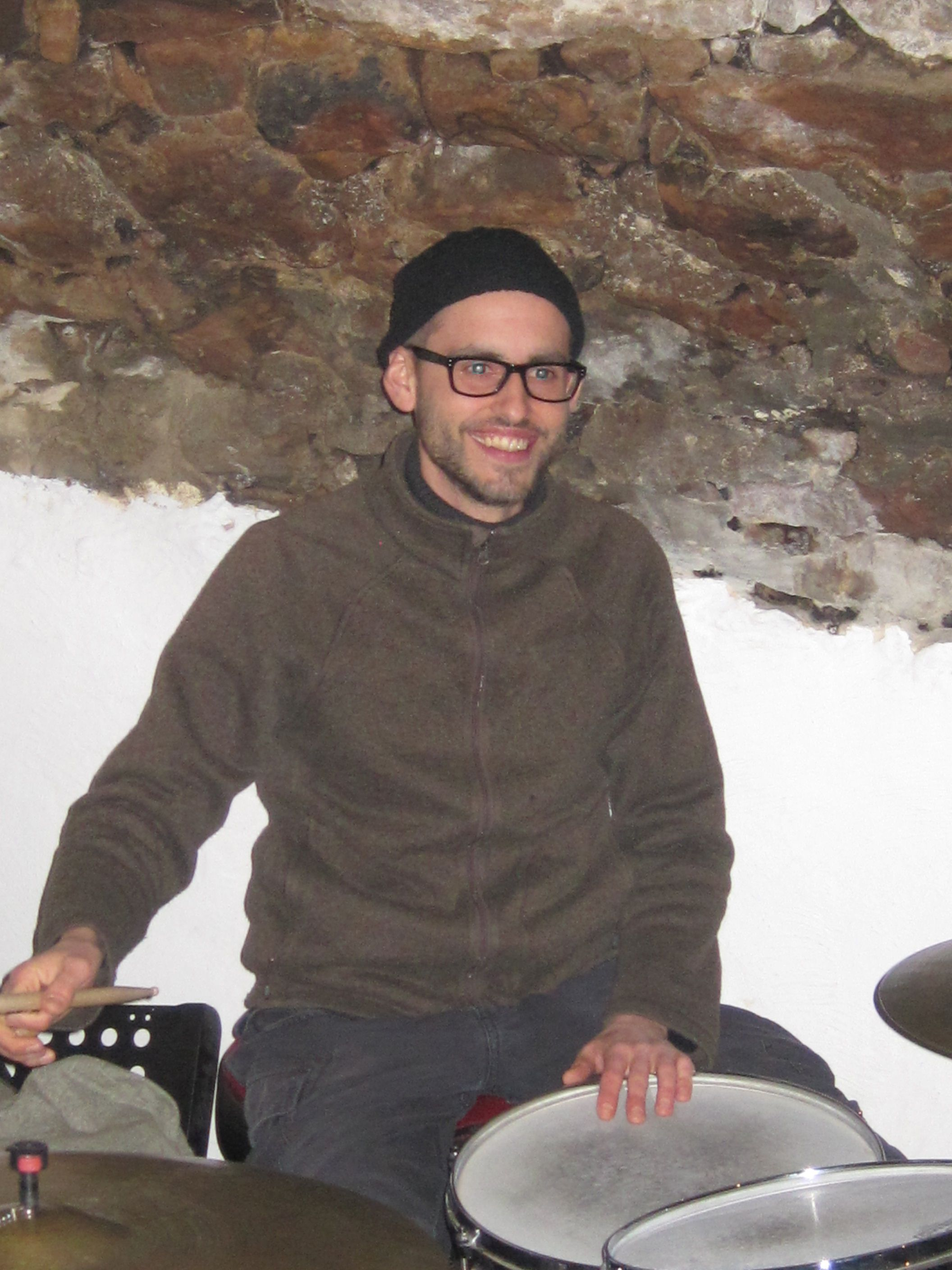
Dominic Egli (2015)

Dominic Egli (Obfelden, 12 november 1976) is een Zwitserse jazzdrummer.

## Biografie
Egli kreeg van 1992 tot 1994 drumles, tevens bezocht hij workshops aan de Jazzschule Zürich. In 1994 werd hij lid van het jeugdorkest van het conservatorium van Zürich, in 1996/97 was hij drummer in het Swiss Youth Jazz Orchestra, dat met de solisten Bob Berg, Randy Brecker, Bill Pierce en Mark Soskin optrad. Van 1997 tot 2001 studeerde hij aan de Swiss Jazz School, bij Billy Brooks. In New York had hij enige tijd les van Billy Hart.
In 2001 begon Egli een eigen trio, Plurism. Daarnaast speelde hij in de groepen van Jean-Paul Brodbeck, Domenic Landolf, Araxi Karnusian, Daniel Schläppi, Luca Stoll en Tobias Preisig. Ook was hij actief in de groepen Dirty Chicken, Odem, Mats Up, Standard Movement en ZAR. Hij trad op met Tony Lakatos, George Robert, Roman Schwaller, Dado Moroni, Marcus Wyatt, Paul Hanmer, Franco Ambrosetti en Don Friedman.

## Discografie (selectie)
- Christian Münchinger Quartet: Nimbus Dance (Mons Records 2002)
- Gabriele Donati feat. Richie Beirach: All in That Sky (2002)
- Andy Scherrer: Serenity: Tribute to Joe Henderson (Unit Records 2003)
- Domenic Landolf: Wanderlust (Pirouette Records 2003)
- Jean-Paul Brodbeck Trio: Ways to You (Universal Records/Emarcy 2004)
- K:E:B: Gunzgen Süd (2008)
- Jochen Baldes Kobal: Ach Anna (Double Moon Records 2009)
- Dominic Eglis Plurism: Untitled Yet (Unit Records 2011, met Donat Fisch, Raffaele Bossard)